# 长梗两头毛
长梗两头毛（学名：Incarvillea arguta var. longipedicellata）为紫葳科角蒿属下的一个变种。

## 扩展阅读
- 維基物種上的相關：长梗两头毛